# Euscelidia flava
Euscelidia flava är en tvåvingeart som beskrevs av Dikow 2003. Euscelidia flava ingår i släktet Euscelidia och familjen rovflugor. Inga underarter finns listade i Catalogue of Life.